# José Pérez (juez)
José Pérez y Portugal (Batangas, 14 de diciembre de 1946-Batangas, 12 de agosto de 2021) fue un abogado y político filipino. Fue Magistrado Asociado de la Corte Suprema de Filipinas (2009-2016), tras ser nominado por la presidenta Gloria Macapagal Arroyo .

## Fallecimiento
Pérez falleció el 12 de agosto de 2021 a la edad de 74 años